# Sitolu Banua (Lahusa)
Sitolu Banua is een bestuurslaag in het regentschap Nias Selatan van de provincie Noord-Sumatra, Indonesië. Sitolu Banua telt 1131 inwoners (volkstelling 2010).